# Cheshmeh-ye Soleymān
Cheshmeh-ye Soleymān (persiska: چشمه سلیمان, Cheshmeh-ye Ḩājjī Soleymān) är en ort i Iran.   Den ligger i provinsen Khorasan, i den nordöstra delen av landet, 600 km öster om huvudstaden Teheran. Cheshmeh-ye Soleymān ligger 1 049 meter över havet och antalet invånare är 186.
Terrängen runt Cheshmeh-ye Soleymān är varierad. Runt Cheshmeh-ye Soleymān är det ganska glesbefolkat, med 31 invånare per kvadratkilometer. Närmaste större samhälle är Anābad, 17,5 km öster om Cheshmeh-ye Soleymān. Trakten runt Cheshmeh-ye Soleymān är ofruktbar med lite eller ingen växtlighet.